# Dzsonang
A dzsonang (tibeti: ཇོ་ནང་, wylie: Jo-nang, vagy csonang, csonangpa) a tibeti buddhizmus egyik iskolája. Az eredetét a 12. századi Jumo Mikjo Dordzse mesterhez szokták kötni, azonban szélesebb körben tette ismertté Dolpopa Serap Gyalcen, aki eredetileg a szakja iskolában végezte tanulmányait. A dzsonang iskoláról úgy tartják, hogy a 17. században megszűnt, miután az 5. Dalai láma a dzsonang kolostorokat eretneknek kiáltotta ki és elkobozta a gelug iskolák részére.
Később a dzsonang iskola újból életre kelt és olyan központokat hoztak létre, amelyek aktívak maradtak a mai napig. Ma mintegy 5000 dzsonang szerzetes és apáca gyakorolja buddhizmust dzsonang kolostorokban.

## Története
Künpang Tukdzsé Cöndrü (wylie: kun spangs thugs rje brtson 'grus, 1243-1313) épített egy kumbumot (más néven sztúpa-vihara) a Dzsomonang-völgyben, az ü-cangi Tasilhumpo kolostortól (mai Sigace) mintegy 160 km-re. A dzsonang hagyomány erről a kolostorról kapta a nevét, amelyet Dolpopa Serab Gyaltsen (1292–1361).
A dzsonang hagyomány két jellemző tanítást ötvöz a sentong filozófiai szemlélettel (a súnjatával kapcsolatban), valamint a Kálacsakra tantra Dro hagyományvonallal kapcsolatban. Ennek az ötvözetnek az eredetét Tibetben Jumo Mikjo Dordzse 11-12. századi buddhista mesterhez szokás kötni.
Azonban néhány évszázados függetlenség után, a 17. században a dzsonang rendet és a tanait megtámadta az 5. Dalai láma, aki a kolostorok többségét átalakította gelug renddé.[forrás?] Néhány rend így is túlélte titokban, elsősorban Kham és Amdo területeken. A rend központja a Dzamthang kolostor volt.
A dzsonang iskolából számos elismert buddhista tudós került ki, úgy mint például Dolpopa Serab Gyalcen, de a leghíresebb Taranatha (1575–1634) volt, aki nagy hangsúlyt fektetett a kálacsakra tantrára.
Miután a dzsonang kolostorokat és a gyakorlóit a gelug irányítású területeken erőszakkal áttérítették, a kálacsakra tanítások is átkerültek a gelug iskolába. Taranatha hatása a gelug gondolkodásra a mai napig folytatódik a 14. Dalai láma tanításain keresztül.[forrás?]

## A dzsongpa elnyomásának filozófiai okai
A gelug iskola támogatta ugyan a dzsongpa kálacsakra tanításait, viszont a dzsonang iskolában többen is követték a sentong filozófiai tanításokat, amely szerint csak a tiszta fény tudat, a tudat nem duális természete valós és minden más üresség (súnjata) természetű. A gelug iskola szerint viszont a rangtong nézetet vallotta, hogy minden jelenség természete üres és semmilyen dolog vagy folyamat (beleértve a tudatot és a tulajdonságait is) nem lehet minden mástól független azaz önmagában való.
A dzsonang iskola szerint a legvégső valóság ürességét nem szabad hasonlóan jellemezni, ahogy a látszólagos jelenségek ürességét, mivel az egy "tiszta fény mentális kontinuum", amelynek végtelen buddha tulajdonságai vannak. Minden hamistól mentes, de nem mentes a végtelen Buddha tulajdonságaitól, ami a belső természete.

## A dzsonangpa elnyomásának politikai okai
A modern történészek két indokot találtak arra, hogy a gelug irányzat elnyomta a dzsonang irányzatot. Először, a dzsonangnak olyan politikai kapcsolatai voltak, amelyek bosszantották a gelug iskolát. A dzsonang és a kagyü történelmi szövetségben álltak a hatalmas Ü-Cang uralkodóházzal, amely a gelugpa és a dalai lámák versenytársa volt Közép-Tibet irányításáért. Ráadásul Taranatha halála után, a reinkarnációja egy közép-tibeti herceg fia lett, akin keresztül veszély helyzetbe került a gelug iskola.
A 14. Dalai láma így nyilatkozott erről (Clear Light Publishers, 207. o.):
|  | „Ezeket a kolostorokat politikai okokból zárták be, nem vallási okokból, és semmi köze nem volt a szektákhoz. Azok a Cangpa király fellázadását támogatták, amely árulásnak számított. Az 5. dalai láma úgy ítélte meg, hogy jobb azokat bezárni, mert így lehetett a (tibeti) nemzet jövőjét biztosítani, ugyanis ez eltántorított más kolostorokat attól, hogy háborúzásba kezdjenek. [...] Valójában az 5. dalai láma betiltotta a szekták közötti háborúkat és olyan törvényeket hozott, hogy azok biztosítsák a vallásszabadságot. A szabadság nem csak a buddhista iskolákra vonatkozott, hanem a nem-buddhistákra is egyaránt. Folyamatosan mellette volt például egy bon láma, aki a bon mozgalom mellett állt ki. Személyes szinten az 5. Dalai láma maga annyira sok nem-gelug gyakorlatot végzett, hogy sok kritikát kapott a saját iskolájától.” |
|  | |

## Jelene
A dzsonangról nem sokkal ezelőttig úgy vélték, hogy egy eltűnt eretnek szekta volt. Emiatt nagyon meglepődtek a tibetológusok, amikor  rátaláltak még aktív dzsonang kolostorokra, köztük a központjuknak számító Cangva kolostorra, a szecsuani Zamtang megyében. Összesen mintegy 40 kolostort fedeztek fel, amelyekben közel 5000 szerzetes él.
Érdekes, hogy a dzsonang hagyományvonal legfőbb támogatója a száműzetésben élő 14. Dalai láma, aki épületeket adományozott a dzsonang iskola számára az indiai Himácsal Prades államban, Simla városban. A dalai láma mellett a Karma kagyü vonalhoz tartozó Karmapa is ellátogatott ebbe a központba.
A dzsonang hagyományt nemrég hivatalosan is bejegyezte a száműzetésben lévő tibeti kormány, mint a tibeti buddhizmus ötödik élő buddhista hagyomány. A 14. Dalai láma a mongol Dzsepcundamba Kutuktut (akit Taranatha reinkarnációjának tartanak) jelölte ki a dzsonang hagyomány vezetőjének.